# Schlossalmbahn
Koordinaten: 47° 10′ 5″ N, 13° 5′ 50″ O
| |          |                            |        |
| Streckenlänge: | 3,163 km |                            |        |
| |          |                            |        |
| \| \| \| Talstation Bad Hofgastein \| 843 m \| \| \| \| Mittelstation Kitzstein \| 1302 m \| \| \| \| Bergstation Kleine Scharte \| 2061 m \| |          |                            |        |
| U-Bahn-Kopfbahnhof Streckenanfang |          | Talstation Bad Hofgastein  | 843 m  |
| U-Bahn-Bahnhof |          | Mittelstation Kitzstein    | 1302 m |
| U-Bahn-Kopfbahnhof Streckenende |          | Bergstation Kleine Scharte | 2061 m |

Die Schlossalmbahn ist seit 2018 eine Einseilumlaufbahn, die von Bad Hofgastein im Bezirk St. Johann im Pongau im Land Salzburg in Österreich in 2 Sektionen hinauf auf die Kleine Scharte auf der Schlossalm führt. Sie wurde am 1. Dezember 2018 eröffnet. Die frühere untere Sektion war eine Standseilbahn. Sie wurde 2018 abgetragen.

## Geschichte
Die heutige Schlossalmbahn hatte als Vorläufer den Schlossalmlift. Er bestand aus drei Sektionen. Da diese Anlage den heutigen Anforderungen nicht mehr entsprach, wurde die Schlossalmbahn gebaut. Sie war eine Kombination aus einer Standseilbahn und einer Pendelbahn. Die erste Sektion war die Schlossalm-Standseilbahn und die zweite Sektion ist die Schlossalm-Pendelbahn.

### Standseilbahn

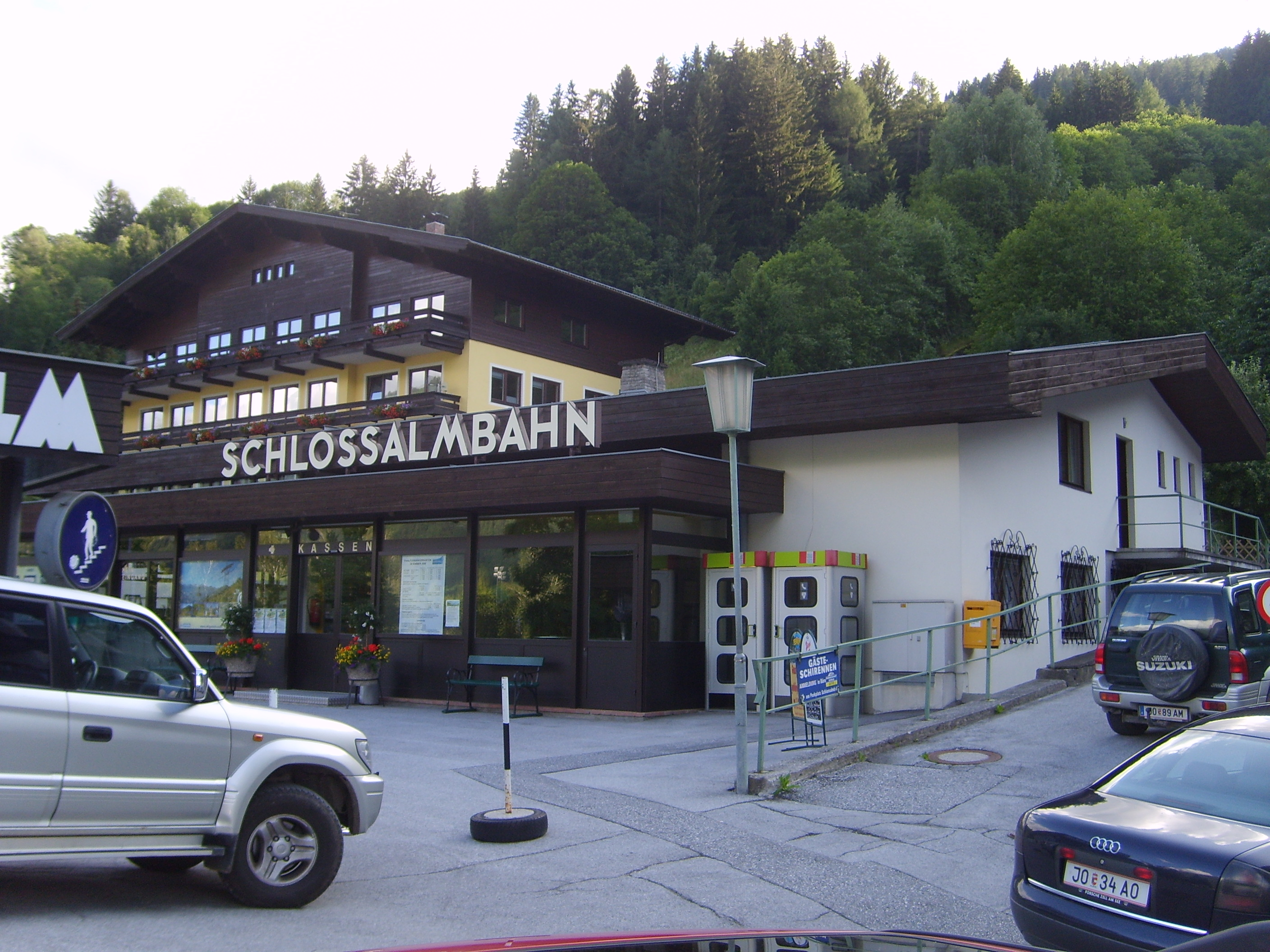
Standseilbahn-Talstation

Die Standseilbahn „Schlossalmbahn I“ wurde am 15. September 1964 eröffnet und überwand einen Höhenunterschied von 459 m. Sie konnte damals 78 Personen pro Wagen transportieren. 1983 wurde die Standseilbahn mit neuen Wagen ausgestattet, wodurch die Kapazität auf 120 Personen pro Wagen erhöht wurde. Die beiden Wagen konnten auf halber Strecke durch eine Abtsche Ausweiche aneinander vorbei fahren.
Die letzte Fahrt der 54 Jahre alten Standseilbahn erfolgte am Ostermontag, 2. April 2018. Im darauffolgenden Sommer 2018 wurde die Standseilbahn im Rahmen des Projektes Schlossalmbahn NEU abgetragen und durch eine Einseilumlaufbahn ersetzt. Die beiden zu diesem Zeitpunkt 35 Jahre alten Wagen der Standseilbahn sollen museal genutzt werden.

### Pendelbahn
Die Pendelbahn „Schlossalmbahn III“ (früher „Schlossambahn II“) wurde am 15. Dezember 1966 eröffnet und von Waagner-Biro erbaut. Sie kann in einer Stunde 828 Personen und 70 Personen pro Gondel befördern. Die Fahrzeit von der Talstation „Kitzstein“ (1302 m) bis zur Bergstation „Kleine Scharte“ (2050 m) beträgt 5 Min, dabei wird einen Höhenunterschied von 748 m überwunden. Die Seile liegen auf drei Stützen, das Tragseil hat einen Durchmesser von 34 mm und das Zugseil 36 mm. Angetrieben wird sie von zwei Motoren mit jeweils 370 kW Leistung.
Die Pendelbahn verkehrt seit der Eröffnung der Einseilumlaufbahn parallel zu dieser, dabei wurde ihr Name von „Schlossalmbahn II“ auf „Schlossalmbahn III“ geändert.

### Einseilumlaufbahn
Die Einseilumlaufbahn „Schlossalmbahn I & Schlossalmbahn II“ wurde am 1. Dezember 2018 eröffnet und von Doppelmayr erbaut. Sie ist mit 10er Gondeln ausgestattet und kann pro Stunde 3000 Personen befördern. Die Einseilumlaufbahn führt von der Talstation (834 m) über die Mittelstation „Kitzstein“ (1302 m) zur Bergstation „Kleine Scharte“ (2061 m) und überwindet dabei einen Höhenunterschied von 1218 m. Ihre Bergstation wurde nördlich der Bergstation der Pendelbahn und um 11 m höher angelegt. Dadurch wurden neue Pistenverbindungen geschaffen.

## Technische Daten

### Schlossalm-Standseilbahn
| Betreiber              | Gasteiner Bergbahn AG |
| Höhe der Talstation    | 843 m                 |
| Höhe Bergstation       | 1302 m                |
| Länge der Strecke      | 1251 m                |
| maximale Steigung      | > 36,8 %              |
| Maximalgeschwindigkeit | 8,5 m/s               |

### Schlossalm-Pendelbahn
| Betreiber                                           | Gasteiner Bergbahn AG |
| Erbauer                                             | Waagner-Biro          |
| Höhe der Talstation                                 | 1302 m                |
| Höhe Bergstation                                    | 2050 m                |
| Länge der Strecke                                   | 2157 m                |
| Spurweite                                           | 8,7 m                 |
| Abstand Tragseile                                   | 60 cm                 |
| Fahrgeschwindigkeit auf der Strecke und an Stütze 2 | 10 m/s                |
| Fahrgeschwindigkeit an Stütze 1 und 3               | 8 m/s                 |

### Schlossalm-Einseilumlaufbahn
| Betreiber              | Gasteiner Bergbahn AG |
| Erbauer                | Doppelmayr            |
| Höhe der Talstation    | 843 m                 |
| Höhe der Mittelstation | 1302 m                |
| Höhe Bergstation       | 2061 m                |
| Länge der Strecke      | 3163 m                |
| Maximalgeschwindigkeit | 6 m/s                 |